# Ечед
Ечед (мађ. Martfű) је насеље у Мађарској. Ечед је веће насеље у оквиру жупаније Јас-Нађкун-Солнок. 

## Географија

### Локација
Налази се између Кунсентмартона и Бекешсентандраша, у јужном делу жупаније Јас-Нађкун-Солнок, поред дела реке Хармаш-Кореша. Нема железничку линију, али аутопут 44 који пролази кроз насеље омогућава добар приступ и из Кечкемета и из Бекешчабе.
Речни прелаз, повезан је са северним регионима округа путем 4627, који прелази преко „моста Кереш”.
Ечед ова граница је слабо подељена, ниска, непроцењива равница, којој разноврсност уносе напуштена исушена корита реке Кереш и хумки које се издвајају из пејзажа. Првобитно је било насељено поред воде, уз једну од оштрих кривина Кереша, која је била рукавац откако је река регулисана. Таласно поље Кереш је подручје заштите природе, део Националног парка Кереш-Марош. Његове нетакнуте шуме, поплавни пашњаци, ограђени и усечени рукавци нису самосликовити, већ представљају безбедно станиште за многе заштићене и ретке биљке и животиње.

## Историја
Ечед је наведен као село у регистру Варади још 1217. године. Ово прво насеље вероватно је уништено татарском најездом. Краљ Жигмонд је 1421. године поклонио пусту Ечед Нецпалијама и њиховим сродним Бетленцима.
Са изумирањем породице Нецпали, Ечод је постао искључиво власништво Бетлена. Пуста је поново насељен, а попис из 1555. већ га помиње као село које плаћа порез. Ово друго село је уништено у турским ратовима и остало је само у рушевинама до почетка 17. века.
Међу познатијим грађевинама, реформаторска црква подигнута 1784. године ужива заштиту националних споменика. Зграда Музеја Јожефа Атиле и Јеврејско гробље такође уживају локалну заштиту. Као дете, Атила Јожеф је провео две године у Ечеду. Под заштитом су стављени душобрижничка канцеларија, зграда сеоске куће и унутрашњост насеља, у којој је и данас сачуван „ћошак” старог насеља, рибарско село.

## Становништво
Године 2001. 92% становништва насеља се изјаснило као Мађари, 8% Роми.
Током пописа из 2011. године, 81,4% становника се изјаснило као Мађари, а 7,7% као Роми (18,3% се није изјаснило). 
Верска дистрибуција је била следећа: римокатолици 9%, реформисани 27,6%, лутерани 0,2%, неденоминациони 31,2% (28,4% се није изјаснило).